# Џенгџоу
Џенгџоу (кин: 郑州, Zhèngzhōu) је главни и највећи град кинеске провинције Хенан, у централној Кини. Поред тога, град представља и политички, економски, технолошки и образовни центар провинције, а такође је и главни саораћајни чвор читаве Централне Кине. Сам центар града се налази на јужној обали реке Хоангхо. Џенгџоу је један од осам градова који се сматрају великим древним кинеским престоницама. Према процени из 2009. у граду је живело 2.010.992 становника.

## Становништво
Према процени, у граду је 2009. живело 2.010.992 становника.
| 1990.     | 2000.     | 2009.     |
| --------- | --------- | --------- |
| 1.752.374 | 1.962.182 | 2.010.992 |